# كيني كوبر سينيور
كيني كوبر سينيور (بالإنجليزية: Kenny Cooper, Sr.)‏ هو لاعب كرة قدم بريطاني في مركز حراسة المرمى، ولد في 11 أكتوبر 1946 في بلاكبول في المملكة المتحدة. لعب مع بلاكبيرن روفرز ودالاس تورنايدو.